# Schwere Panzerjäger-Abteilung 512
De schwere Panzerjäger-Abteilung 512 (Jagdtiger) was tijdens de Tweede Wereldoorlog een Duitse Panzerjäger-eenheid van de Wehrmacht ter grootte van een afdeling, uitgerust met gemechaniseerd geschut. Deze eenheid was een zogenaamde Heerestruppe, d.w.z. niet direct toegewezen aan een divisie, maar ressorterend onder een hoger commando, zoals een legerkorps of leger.
Deze Panzerjäger-eenheid was minder dan een maand in actie aan het westfront in maart/april 1945 bij Remagen en in de Ruhrkessel.

## Krijgsgeschiedenis
De Abteilung werd opgericht op 11 februari 1945 uit de opgeheven Schwere Panzer-Abteilung 424. Op 16 februari 1945 werden de eerste 11 Jagdtiger in ontvangst genomen, waarop de opleiding op Oefenterrein Döllersheim begon. Op 3 maart 1945 werd de 2e Compagnie met 5 Jagdtiger naar Oefenterrein Sennelager verplaatst, tot 13 maart volgde de 1e Compagnie, zodat er uiteindelijk 20 Jagdtiger in Sennelager waren. De 3e Compagnie nam ook personeel over van de Schwere Panzer-Abteilung 511. Op 21 maart 1945 kwam de 1e Compagnie onder bevel van het 53e Legerkorps en werd naar Remagen verplaatst. Tien dagen later verzamelde de Abteilung zich bij Siegen en beschikte nog over 13 Jagdtiger. In April gingen de 1e en 2e Compagnie ten onder in de oostelijke Ruhrkessel.

## Einde
De 1e Compagnie (3 Jagdtigers) gaf zich op 16 april 1945 over in Iserlohn en de 2e Compagnie (6-8 Jagdtigers) bij Letmathe-Ergste. De 3e Compagnie kwam eind maart 1945 onder bevel van de SS Brigade Westfalen en werd in april in de Harz vernietigd.

## Commandanten
| Rang      | Naam          | Begin            | Eind          |
| --------- | ------------- | ---------------- | ------------- |
| Hauptmann | Walter Scherf | 11 februari 1945 | 16 april 1945 |

schwere Panzerjäger-Abteilung 88 · schwere Panzerjäger-Abteilung 93 · schwere Panzerjäger-Abteilung 512 · schwere Panzerjäger-Abteilung 519 · schwere Panzerjäger-Abteilung 525 · schwere Panzerjäger-Abteilung 559 · schwere Panzerjäger-Abteilung 560 · schwere Panzerjäger-Abteilung 583 · schwere Panzerjäger-Abteilung 586 · schwere Panzerjäger-Abteilung 653 · schwere Panzerjäger-Abteilung 654 · schwere Panzerjäger-Abteilung 655 · schwere Panzerjäger-Abteilung 673